# Christian Nielsen (sejlsportsmand)
 For alternative betydninger, se Christian Nielsen. (Se også artikler, som begynder med Christian Nielsen)
Christian Søren Nielsen (7. april 1873 i København – 17. november 1952 smst) var en dansk sejlsportsmand.
Han vandt sølv ved OL 1924 i Paris i 6 meter-klassen sammen med Vilhelm Vett og Knud Degn i båden "Bonzo". Førstepladsen gik til den norske båd "Elisabeth V", mens kampen om sølvet stod mellem den danske og den hollandske båd, der begge opnåede fem point i sidste del af konkurrencen. Danskerne fik sølvet, da de var en smule bedre end hollænderne i konkurrencens første del. Sejladserne blev gennemført uden for Le Havre i perioden 21. til 26. juli.